# Nogales (Chile)
Nogales é uma comuna da província de Quillota, localizada na região de Valparaíso, Chile. Tem 405,2 km² de área e em 2002 tinha 21 633 habitantes (densidade: 53,4 hab./km²).
A comuna de Nogales é formada por cinco distritos censitários: Nogales (capital comunal), El Melón, Pucalán, El Cobre y La Peña.

## Etimologia
O nome da comuna remonta às suas origens como comuna. Havia na região um moinho de grãos, o qual tinha um par de nogueiras ao seu redor. Assim, as pessoas, ao se dirigirem a esse moinho, diziam que estavam indo ao moinho das nogueiras. Dessa forma, as pessoas começaram a usar essas árvores como nome da localidade.

## História
A igreja Santa Isabel da Hungria e os edifícios adjacentes — casa paroquial, liceu Felipe Cortés e asilo de idosos — são os únicos testemunhos existentes do processo de formação do povoado de El Melón. A localidade se originou, com o nome de Los Nogales, em meados do século XIX, em virtude da construção do caminho para o norte e da exploração de cobre e calcário. Esta última atividade conferiu sua identidade ao povoado.

## Administração e Economia
O município de Nogales é dirigido pela prefeita Margarita Osorio Pizarro (Amplitud), que é a máxima autoridade comunal, sendo assessorada e fiscalizada por seis vereadores.
A nível parlamentar, a comuna pertence ao distrito eleitoral n.º 6 e à VI circunscrição senatorial (Região de Valparaíso). É representada na Câmara dos Deputados por oito deputados no período 2022-2026. Por sua vez, é representada no Senado do Chile por cinco senadores.
A localidade de El Melón é rica em jazidas minerais de cobre e calcário. O cobre é extraído pela empresa Anglo American Chile, por meio de sua divisão El Soldado, que dá nome à mina a céu aberto, onde a antiga mina subterrânea já não é operada. Por outro lado, a jazida de calcário é explorada pela empresa Cemento Melón, que extrai o material do subsolo e o transporta para a cidade de La Calera, onde é processado e comercializado por meio de um trem de carga tradicionalmente conhecido como "El Calero".

Outro recurso importante é a agricultura, com terras férteis na comuna que produzem diversos produtos, como batata, milho e tomate.
1. ↑  «Guia de Nogales, CHILE». www.ruta-patagonia.com. Consultado em 14 de janeiro de 2025